# 短柄桤叶树
短柄桤叶树（学名：Clethra brachypoda），为桤叶树科桤叶树属下的一个植物种。